# 溧河铺镇
溧河铺镇位于中國河南省西南部新野县的一个镇，位于新野以东。全镇面积96平方千米，人口5万。境内有溧河纵贯南北，元初在现在集镇位置设置急递铺是以得名溧河铺。

## 行政区划
桥头溪乡下辖以下地区：
李楼村、庄营村、周营村、王坡村、屯头村、溧河村、毛桥村、土堰村、孙楼村、王西河村、杨陂集村、吴堂村、江黄集村、高庄村、王枣庄村、田口村、熊油坊村、冯营村、杨岗村、贾桥村、后陈村、熊楼村、许桥村、吕阁村、南河村、单岗村和西洼村。